# Softimage
Softimage, co. era una subsidiaria de Avid Technology, Inc., situada en Montreal (Canadá). El 23 de octubre de 2008 fue adquirida por Autodesk por aproximadamente 35 millones de dólares, finalizando así su historia como división e integrándose dentro de Autodesk Media & Entertainment. Produce programas para animación 3D, composición y efectos especiales. Su principal producto es Softimage XSI, empleado para la creación de animaciones por ordenador en nuevas películas, en comerciales y videojuegos.

## Historia
Softimage, Co. fue fundada en 1986 por el cineasta canadiense Daniel Langlois quien trabajaba para la Office national du film de Canadá. Los paquetes de modelado 3D y de animación 3D se llamaban originalmente Software Creative Environment, renombrados más adelante como Softimage 3D. Era un software rápido, de fácil manejo, y fue el primer paquete comercial que ofreció cinemática inversa para la animación de personajes. No obstante, la capacidad de modelación y representación era algo limitada. Los grandes estudios utilizaban a menudo modelos de Softimage 3D en otros programas, como por ejemplo Mental Ray. A raíz de eso, Softimage comenzó a usar Mental Ray como render opcional a partir de 1994.
Las primeras licencias de Softimage 3D instaladas en España fueron adquiridas en marzo de 1990 por la empresa 4D Grafix, que había sido constituida por dos de los socios fundadores de ATC (Arte por Computador), José Garrido González y Luis Gómez-Cornejo, y Atanor, empresa líder en producciones digitales.    
Softimage fue comprada en 1994 por Microsoft y posteriormente, en 1998, paso a manos de Avid Technology.
Para crear una arquitectura más avanzada, abierta, para mejorar la integración del Mental Ray, y para competir con Maya, Softimage hacia el 2000 desarrolló un paquete de nueva generación llamado Softimage XSI, que reemplazo a Softimage 3D. Tiempo más tarde fue absorbido por Autodesk, hasta que en el año 2014 se anunció que la versión Softimage 2015 sería el último lanzamiento del producto (con soporte hasta abril de 2016).

## Principal software actual
* Softimage XSI
- Softimage FACE ROBOT
- Softimage CAT